# Tatra T-101
Tatra T-100 – czechosłowacki samolot wielozadaniowyy z okresu okresu międzywojennego. 

## Historia
W 1934 roku czechosłowacka firma Ringhoffer-Tatra. Moravskoslezská vozovka a.s. Studénka, dotychczas zajmująca się produkcją samochodów, rozpoczęła produkcję licencyjną samolotów brytyjskich Avro 626 (oznaczenie T-126)  i niemieckich Bücker Bü 131 Jungmann (oznaczenie T-131). 
Po doświadczeniach z produkcją samolotów na licencji w wytwórni rozpoczęto prace nad własna konstrukcją, która otrzymała oznaczenie T-001. W czasie jej budowy zrezygnowano jednak z niej, a zbudowane już elementy wykorzystano do budowany samolotu, który został oznaczony jako T-101. Był to samolot o konstrukcji dolnopłatu, jednosilnikowy, dwumiejscowy. Gotowy prototyp został oblatany 17 stycznia 1938 roku. Samolot ten dopuszczony został do lotów i otrzymał oznaczenie OK-TAO i był poddawany szeregom prób, w czasie który pobił on cztery rekordy świata. 
Pomimo dobrych wyników prób w locie, nie było zainteresowania tym samolotem. W związku z tym nie wyprodukowano dalszych samolotów tego typu. Na jego podstawie zbudowano natomiast serię 5 samolotów Tatra T-201 i prototyp samolotu Tatra T-301. Jednak już w 1939 roku po zajęciu Czech przez Niemcy, wytwórnia przestała budować samoloty.

## Użycie w lotnictwie
Samolot Tatra T-101 był używany tylko do lotów badawczych oraz pokazowych, odbywały się one od stycznia do maja 1938 roku. W dniu 15 marca 1938 roku samolot osiągnął pułap 6820 m, co było nieoficjalnym rekordem świata w kategorii III (samolot z silnikiem o pojemności 2-4 litra). Już następnego dnia 16 marca załoga Karela Brázdy i Jaroslav Valda podbiła ten rekord osiągając wysokość 7113 m, co było rekordem dla samolotów dwumiejscowych oraz jednomiejscowych. Jednak już następnego dnia 17 marca Karel Brázda, lecąc samodzielnie ustanowił nowy rekord dla samolotów jednomiejscowych osiągając wysokość 7470 m.
W dniu 6 maja 1938 roku załoga Ján Ambruš i Vojtech Mătena w ramach przygotowania się do lotu długodystansowego wykonała lot o długości 2000 km, na trasie okrężnej Praga-Nové Venátky-Řip. W dniu 17 maja 1938 ta sama załoga wykonała 27 godziny lot bez lądowania z Pragi do Chartumu o długości 4340 km. Jest to do chwili obecnej rekord świata w kategorii samolotów z silnikiem o pojemności 2-4 l. W sierpniu 1938 roku załoga w składzie Vladislav Krejčí – František Šenka zajęła II miejsce w kategorii IIA w zawodach lotniczych Malé dohody.

## Opis techniczny
Samolot Tatra T-101 był dolnopłat o konstrukcji mieszanej z klasycznym stałym podwoziem. Miał kabinę z siedzeniami umieszczonymi jeden za drugim. Skrzydła bez klap było o konstrukcji drewnianej, pokryty częściowo płótnem, częściowo sklejką. Konstrukcja kadłuba i ogona zespawane z rur stalowych i pokryte płótnem. 
Kadłub wykonano ze spawanej konstrukcji rurowej. Dwumiejscowy kokpit był wyposażony w tablicę przyrządów tylko przed przednim siedzeniem, ale oba siedzenia były wyposażone w pełny układ kierowniczy. W przedniej części kadłuba za ścianą przeciwpożarową znajdował się główny zbiornik kadłuba o pojemności 1501, za tylnym siedzeniem znajdował się bagażnik i wyjmowany dodatkowy zbiornik na 35 litrów paliwa.
Skrzydło o konstrukcji całkowicie drewnianej. Dźwigar był dzielony, a jego środkowa część była zespawana z ramą kadłuba. Pokrycie ze sklejki kończyło się na belce pomocniczej, za którą skrzydło pokryto płótnem. Zbiorniki paliwa znajdowały się u nasady skrzydeł. Po dwa zbiorniki znajdowały się w każdej połowie skrzydła, we wnęce pomiędzy głównym dźwigarem a dźwigarem. Górne panele okładzinowe nad zbiornikami można było zdjąć, aby umożliwić dostęp do zbiorników. Konstrukcja ogonowa wykonana była z konstrukcji spawanej pokrytej płótnem.
Podwozie stałe w układzie klasycznego, posiadało amortyzatory na goleniach głównych, składające się ze stalowych resorów z amortyzatorami olejowymi. Golenie podwozia głównego były osłonięte. Koło czołowe miało blokadę, którą można było wyłączyć z kokpitu.
Napęd stanowił czterocylindrowy, chłodzony powietrzem silnik Tatra T-100. Silnik wyposażony był w dwa magnesy zapłonowe, rozrusznik mechaniczny do rozruchu ręcznego. korba z boku silnika, alternator, podwójną pompę paliwa i pompę oleju. Układ olejowy miał zbiornik oleju wewnątrz bloku silnika i silnik nie potrzebował dodatkowego zbiornika oleju. 
Układ paliwowy składał się z jednego głównego zbiornika w kadłubie, ośmiu zbiorników w skrzydłach, pomocniczego wyjmowanego zbiornika. Łącznie zawierał 500 l paliwa i 35 l w dodatkowym zbiorniku.

## Replika
W 2008 roku dwaj bracia Ivo i Jiří Sklenář na podstawie dokumentacji technicznej samolotu Tatra T-101 zbudowali replikę tego samolotu. W 2009 roku uzyskał on certyfikat lotniczy i otrzymał nr OK-TAO. 